# Jan Dieren
Jan Ulrich Dieren (* 29. Juli 1991 in Moers) ist ein deutscher Politiker (SPD) und seit 2021 Mitglied des Deutschen Bundestages.

## Leben und Beruf
Dieren wurde in Moers als erstes Kind seiner Eltern geboren. Er hat drei Schwestern. Nach einem Jahr in Utfort zog die Familie nach Repelen. Er besuchte die Grundschule an der Talstraße (heute: Lindenschule). In seiner Kindheit spielte er Fußball beim VfL Repelen und später Handball unter anderem beim Moerser Sportclub. Während seiner Zeit am Gymnasium Adolfinum Moers beteiligte er sich bei der Schülervertretung und war ab der 12. Klasse Schülersprecher. Zeitgleich baute er die Bezirksschülervertretung im Kreis Wesel auf. 2011 erhielt er sein Abitur und absolvierte danach ein Freiwilliges Soziales Jahr in Bogotá. Es folgte ein Studium der Philosophie, Romanistik (B. A.) und Rechtswissenschaft in Düsseldorf und Bochum. Seine Masterarbeit in Philosophie schrieb er über Hegels Rechtsphilosophie und die Europäische Union. Sein Erstes juristisches Staatsexamen bestand er 2017 und sein Zweites im Januar 2021.
Dieren arbeitet als Rechtsanwalt im Arbeitsrecht.

## Politische Tätigkeiten
Seit 2008 ist Dieren Mitglied der SPD. Er war unter anderem stellvertretender Bundesvorsitzender der Jusos. Er ist direkt gewähltes Ratsmitglied und Mitglied im Jugendhilfeausschuss sowie im Ausschuss für Stadtentwicklung, Planung und Umwelt. Zuvor war er Vorsitzender des Sozialausschusses im Moerser Stadtrat.
Bei der Bundestagswahl 2021 gewann er das Direktmandat im Bundestagswahlkreis Krefeld II – Wesel II mit 35,2 % der Erststimmen. Zudem stand er auf Listenplatz 49 der Landesliste Nordrhein-Westfalen seiner Partei. Jan Dieren wurde ordentliches Mitglied in den Ausschüssen für Arbeit und Soziales sowie für Wahlprüfung, Immunität und Geschäftsordnung. Einer von Jan Dierens Arbeitsschwerpunkten ist die Reform betrieblicher Mitbestimmungsrechte.
Im Oktober 2021 wurde Dieren zum stellvertretenden Vorsitzenden der SPD-linken Strömung Forum Demokratische Linke 21 (DL21) gewählt; seit Oktober 2023 ist er gemeinsam mit Alma Kleen und Erik von Malottki deren Vorsitzender. Im April 2024 wurde er in den Vorstand des Instituts Solidarische Moderne gewählt.
Nachdem er das Direktmandat bei der Bundestagswahl 2025 knapp an die CDU-Kandidatin Kerstin Radomski verlor, zog er in den 21. Deutschen Bundestag über die Landesliste erneut ein.

## Politische Positionen
Dieren vertritt als Fachpolitiker für Arbeit uns Soziales einen Ausbau der betrieblichen Mitbestimmung von Beschäftigten. Er plädiert für eine Reform des Betriebsverfassungsgesetzes, die auf weitreichendere Möglichkeiten der Einflussnahme von Beschäftigten in Fragen der Unternehmensentwicklung, von Klimaschutz, Geschlechtergerechtigkeit und sozialer Belange abzielt. Eine aktive Gestaltung der Zukunft der Arbeitswelt betreffe nicht nur Technologie, sondern auch Arbeitsorganisationsformen.
Dieren ist Initiator des Appells „Demokratie und Sozialstaat bewahren – Keine Hochrüstung ins Grundgesetz!“. Während der 20. Legislaturperiode stimmte er mehrfach als einer von wenigen SPD-Abgeordneten im Bundestag gegen Bundeswehreinsätze. Am 3. Juni 2022 stimmte er als einer von neun Abgeordneten der SPD-Fraktion gegen das Sondervermögen Bundeswehr. Ende August 2022 forderte er mit 36 anderen linken SPD-Politikern in einem Appell einen Modus Vivendi mit Russland und eine diplomatische Offensive zur Beendigung des Angriffskrieges auf die Ukraine, auch wenn eine grundsätzliche Verbesserung der Beziehung zu Russland erst in der Ära nach dem amtierenden Machthaber Wladimir Putin möglich sei.

## Mitgliedschaften
Dieren ist Mitglied der AWO und bei Ver.di.

## Veröffentlichungen
- Hegels Rechtsphilosophie und die Europäische Union. Königshausen & Neumann, Würzburg 2024, ISBN 978-3-8260-6941-3.